# Microsoft Office 2013
Microsoft Office 2013 (также называемый Office 2013 и под кодовым названием Office 15) — версия популярного офисного пакета компании Microsoft и преемник Office 2010. Пакет был представлен 16 июля 2012 года.
Office 2013 доступен как часть Windows RT для ARM-процессоров и отдельно для x86 и x64 версий Windows. Office 2013 больше не совместим с Windows XP и Windows Vista
Существовала возможность бесплатного получения Microsoft Office 2013 пользователями, приобретшими и активировавшими Microsoft Office 2010 с 19 октября 2012 года по 30 апреля 2013 года. Бесплатно обновиться до соответствующей версии Microsoft Office 2013 можно было до 31 мая 2013 года на странице акции http://www.office.com/offer.

## История и развитие
- 30 января 2012 года Microsoft выпустила Technical Preview.
- В мае 2012 года в Интернет «утекла» сборка Office 15 Milestone 2.
- 16 июля 2012 года Microsoft выпустила ещё одну предварительную версию Office 2013 Customer Preview[2][3].
- 12 октября 2012 года Microsoft рапортовала о завершении разработки пакета приложений Office 2013[4].
- С 26 октября 2012 года вместе с планшетом Microsoft Surface стал доступен Microsoft Office 2013 RTM.
- 3 декабря 2012 года Microsoft объявила о доступности Office 2013 для бизнес-пользователей[5].
- 29 января 2013 года Office 2013 доступен для покупки на сайте Microsoft[6].
- 25 февраля 2014 года Microsoft выпускают Service Pack 1 для Office 2013[7]. Он включает в себя:

1. Исправления совместимости для ОС Windows 8.1 и браузера Internet Explorer 11.
2. Улучшенную поддержку современного оборудования, такого как устройства с экранами высокого разрешения и новые сенсорные панели Precision Touchpad.
3. Новые возможности «Приложения для Office» и API-интерфейсы для разработчиков.
4. Инструмент 3D-визуализации Power Map for Excel, доступный теперь для обладателей подписки Office 365 ProPlus.
5. Усовершенствования для технологии визуализации Click-to-Run, которая устанавливает и обновляет настольные приложения Office 365.
6. Обновление для облака SkyDrive Pro, которое теперь называется OneDrive for Business.
7. Уже вышедшие обновления с декабря 2013 года.

- 10 апреля 2018 года закончилась основная поддержка Microsoft Office 2013.
- 11 апреля 2023 года — конец расширенной поддержки Microsoft Office 2013.

## Нововведения
- Пакет имеет более простой интерфейс, который напоминает Metro UI из Windows 8.
- Интегрирован с облачным хранилищем OneDrive (до 2014 года называлось SkyDrive). В хранилище сохраняются все созданные документы Office. При желании можно документ сохранить на компьютер[8].
- Работа с файлами PDF, в том числе редактирование (в Office 2010 можно было только сохранять в PDF)[2][3][8].
- Убрана возможность загружать только заголовки сообщений в Outlook 2013 по протоколу IMAP, ранее присутствовавшая в предыдущих версиях (сообщения всегда загружаются полностью, включая вложения, в том числе и для SPAM)[9].
- Поддержка протокола Exchange ActiveSync[англ.] (EAS) для синхронизации почты, контактов, задач. Ранее протокол EAS поддерживался только в мобильных клиентах, а Outlook для синхронизации использовал MAPI, а теперь поддержка EAS встроена в настольные — Outlook 2013 и Windows Mail (в Windows 8).
- Вкладка «Дизайн», позволяющая настраивать стиль для всего документа сразу и новый режим чтения в Word[8].
- Вставка видео из Интернета[10].
- «Умное заполнение», «рекомендуемые графики» и «быстрый анализ» в Excel[3].
- Интеграция с сервисом Skype[11].
- С этой версии в пакет перестали включать библиотеку клип-арта, разместив её сначала на сайте office.com, а позже и вовсе отказавшись, заменив поиском изображений в Интернете.

## Критика
Для русскоязычной версии Microsoft Office 2013 компания сменила поставщика модуля проверки правописания, которым до последнего времени была компания «Информатик» («Орфо»). Это привело, по сообщению предыдущего поставщика, к целому ряду проблем при проверке программой орфографии и грамматики. Встроенный в Office 2013 модуль проверки орфографии считает правильными слова «дуратский» (вместо «дурацкий»), «нармально» (вместо «нормально»), «теоритически» (вместо «теоретически»), «рассеяность» (вместо «рассеянность»), «словестный» (вместо «словесный») и другие.